# Discografia di Zara Larsson
La discografia di Zara Larsson, cantante svedese, è composta da quattro album in studio, cinque EP e oltre trenta singoli, dei quali sette in collaborazione con altri artisti.

## Album in studio
| Anno                                                                                          | Titolo | Classifiche | Classifiche | Classifiche | Classifiche | Classifiche | Classifiche | Classifiche | Classifiche | Classifiche | Certificazioni |
| Anno                                                                                          | Titolo | SWE         | AUS         | CAN         | DNK         | IRE         | NOR         | NZL         | UK          | USA         | Certificazioni |
| --------------------------------------------------------------------------------------------- | --- | ----------- | ----------- | ----------- | ----------- | ----------- | ----------- | ----------- | ----------- | ----------- | --- |
| 2014                                                                                          | 1 - Pubblicato: 1º ottobre 2014 - Etichetta: TEN, Universal - Formati: CD, download digitale, streaming                           | 1           | —           | —           | 33          | —           | 28          | —           | —           | —           | - SWE: Platino - DNK: Oro |
| 2017                                                                                          | So Good - Pubblicato: 17 marzo 2017 - Etichetta: TEN, Epic - Formati: CD, 2 LP, download digitale, streaming                      | 1           | 7           | 15          | 8           | 4           | 2           | 9           | 7           | 26          | - SWE: Platino (2) - AUS: Oro - CAN: Platino (2) - DNK: Platino (3) - NOR: Platino (6) - NZL: Oro - UK: Platino - USA: Platino |
| 2021                                                                                          | Poster Girl - Pubblicato: 5 marzo 2021 - Etichetta: TEN, Epic - Formati: CD, LP, MC, download digitale, streaming                 | 3           | —           | —           | —           | 54          | 11          | —           | 12          | 170         | - SWE: Oro - CAN: Platino |
| 2024                                                                                          | Venus - Pubblicato: 9 febbraio 2024 - Etichetta: Sommer House, Black Butter, Epic - Formati: CD, LP, download digitale, streaming | 3           | —           | —           | —           | —           | 4           | —           | 15          | —           | - SWE: Oro |
| 2025                                                                                          | Midnight Sun - Pubblicato: 26 settembre 2025 - Etichetta: Sommer House, Epic - Formato: CD, LP, download digitale, streaming      | TBA         | TBA         | TBA         | TBA         | TBA         | TBA         | TBA         | TBA         | TBA         | TBA |
| "—" indica che l'opera non si è classificata o che non è stata pubblicata in quel territorio. | |             |             |             |             |             |             |             |             |             | |

## Extended play
| Anno | Titolo | Classifiche |
| Anno | Titolo | SWE         |
| ---- | --- | ----------- |
| 2013 | Introducing - Pubblicato: 21 gennaio 2013 - Etichetta: Universal - Formati: Download digitale                              | —           |
| 2013 | Allow Me to Reintroduce Myself - Pubblicato: 5 luglio 2013 - Etichetta: Universal - Formati: Download digitale             | —           |
| 2015 | Uncover - Pubblicato: 16 gennaio 2015 - Etichetta: Epic - Formati: Download digitale, streaming                            | —           |
| 2015 | The Remixes - Pubblicato: 18 dicembre 2015 - Etichetta: Epic - Formati: Download digitale, streaming                       | —           |
| 2023 | Honor the Light - Pubblicato: 1º dicembre 2023 - Etichetta: Sommer House, Epic - Formati: LP, download digitale, streaming | 1           |

## Singoli

### Come artista principale
| Anno                                                                                          | Titolo                               | Classifiche | Classifiche | Classifiche | Classifiche | Classifiche | Classifiche | Classifiche | Classifiche | Classifiche | Certificazioni | Album                          |
| Anno                                                                                          | Titolo                               | SWE         | AUS         | CAN         | DNK         | IRE         | NOR         | NZL         | UK          | USA         | Certificazioni | Album                          |
| --------------------------------------------------------------------------------------------- | ------------------------------------ | ----------- | ----------- | ----------- | ----------- | ----------- | ----------- | ----------- | ----------- | ----------- | --- | ------------------------------ |
| 2008                                                                                          | My Heart Will Go On                  | 7           | —           | —           | —           | —           | —           | —           | —           | —           | | /                              |
| 2013                                                                                          | Uncover                              | 1           | —           | —           | 3           | —           | 1           | —           | —           | —           | - SWE: Platino (6) - DNK: Platino (3) - NOR: Platino - UK: Argento                                                                                     | Introducing                    |
| 2013                                                                                          | She's Not Me                         | 21          | —           | —           | —           | —           | —           | —           | —           | —           | - SWE: Oro | Allow Me to Reintroduce Myself |
| 2013                                                                                          | Bad Boys                             | 27          | —           | —           | —           | —           | —           | —           | —           | —           | - DNK: Oro | 1                              |
| 2014                                                                                          | Carry You Home                       | 3           | —           | —           | —           | —           | —           | —           | —           | —           | - SWE: Platino (2) | 1                              |
| 2014                                                                                          | Rooftop                              | 6           | —           | —           | —           | —           | —           | —           | —           | —           | - SWE: Platino - DNK: Oro | 1                              |
| 2015                                                                                          | Weak Heart                           | 53          | —           | —           | —           | —           | —           | —           | —           | —           | | 1                              |
| 2015                                                                                          | Lush Life                            | 1           | 4           | 53          | 2           | 2           | 2           | 8           | 3           | 75          | - SWE: Platino (10) - AUS: Platino (5) - CAN: Platino (5) - DNK: Platino (4) - NOR: Platino (4) - NZL: Platino (5) - UK: Platino (4) - USA: Platino    | So Good                        |
| 2015                                                                                          | Never Forget You (con MNEK)          | 1           | 3           | 15          | 5           | 15          | 2           | 6           | 5           | 13          | - SWE: Platino (5) - AUS: Platino (5) - CAN: Platino (4) - DNK: Platino (2) - NOR: Platino (3) - NZL: Platino (4) - UK: Platino (3) - USA: Platino (3) | So Good                        |
| 2016                                                                                          | Ain't My Fault                       | 1           | 17          | 46          | 15          | 17          | 8           | 19          | 13          | 76          | - SWE: Platino (3) - AUS: Platino (2) - CAN: Platino (2) - DNK: Oro - NOR: Platino (2) - NZL: Platino - UK: Platino - USA: Platino                     | So Good                        |
| 2016                                                                                          | I Would Like                         | 4           | 16          | 68          | 23          | 7           | 23          | 19          | 2           | —           | - SWE: Platino (3) - AUS: Platino (2) - CAN: Platino (2) - DNK: Oro - NOR: Platino (2) - NZL: Platino - UK: Platino - USA: Platino                     | So Good                        |
| 2017                                                                                          | So Good (feat. Ty Dolla Sign)        | 7           | 59          | —           | 30          | 91          | 27          | —           | 44          | —           | - SWE: Oro - AUS: Oro - CAN: Oro - NOR: Oro - NZL: Oro                                                                                                 | So Good                        |
| 2017                                                                                          | Don't Let Me Be Yours                | 36          | —           | —           | —           | —           | —           | —           | —           | —           | | So Good                        |
| 2017                                                                                          | Only You                             | 5           | —           | —           | —           | —           | 39          | —           | —           | —           | - NOR: Platino | So Good                        |
| 2018                                                                                          | Ruin My Life                         | 2           | 32          | 68          | 21          | 5           | 14          | 28          | 9           | 76          | - SWE: Platino (3) - AUS: Platino - CAN: Platino (2) - DNK: Platino - NOR: Platino (2) - NZL: Platino (2) - UK: Platino - USA: Platino                 | Poster Girl                    |
| 2019                                                                                          | Don't Worry Bout Me                  | 7           | —           | —           | —           | 36          | 26          | —           | 34          | —           | - SWE: Platino - NOR: Oro - UK: Argento | Poster Girl (Japan Edition)    |
| 2019                                                                                          | A Brand New Day (con i BTS)          | —           | —           | —           | —           | —           | —           | —           | —           | —           | | BTS World: Original Soundtrack |
| 2019                                                                                          | All the Time                         | 19          | —           | —           | —           | 57          | —           | —           | 58          | —           | - SWE: Platino - CAN: Oro - DNK: Oro - NOR: Oro - UK: Argento                                                                                          | Poster Girl (Japan Edition)    |
| 2019                                                                                          | Invisible                            | 44          | —           | —           | —           | —           | —           | —           | —           | —           | | Klaus - I segreti del Natale   |
| 2020                                                                                          | Like It Is (con Kygo e Tyga)         | 4           | —           | —           | 39          | 25          | 3           | —           | 49          | 113         | - CAN: Platino - NOR: Platino - NZL: Oro - UK: Argento                                                                                                 | Golden Hour                    |
| 2020                                                                                          | Love Me Land                         | 8           | —           | —           | —           | —           | —           | —           | —           | —           | - SWE: Platino | Poster Girl                    |
| 2020                                                                                          | Wow (solo o feat. Sabrina Carpenter) | 27          | —           | —           | —           | —           | —           | —           | —           | —           | - CAN: Oro - UK: Argento | Poster Girl                    |
| 2021                                                                                          | Talk About Love (feat. Young Thug)   | 21          | —           | —           | —           | —           | —           | —           | —           | —           | | Poster Girl                    |
| 2021                                                                                          | Look What You've Done                | 24          | —           | —           | —           | —           | —           | —           | —           | —           | | Poster Girl                    |
| 2023                                                                                          | Can't Tame Her                       | 5           | —           | —           | 25          | 36          | 7           | —           | 25          | —           | - SWE: Platino - DNK: Oro - UK: Oro | Venus                          |
| 2023                                                                                          | End of Time                          | 52          | —           | —           | —           | —           | —           | —           | —           | —           | | Venus                          |
| 2023                                                                                          | On My Love (con David Guetta)        | 3           | —           | —           | —           | 15          | 9           | —           | 15          | —           | - SWE: Oro - UK: Oro | Venus                          |
| 2023                                                                                          | Memory Lane                          | 15          | —           | —           | —           | —           | —           | —           | —           | —           | | Honor the Light                |
| 2023                                                                                          | Winter Song                          | 69          | —           | —           | —           | —           | —           | —           | —           | —           | | Honor the Light                |
| 2023                                                                                          | Silent Night                         | 39          | —           | —           | —           | —           | —           | —           | —           | —           | | Honor the Light                |
| 2024                                                                                          | You Love Who You Love                | 8           | —           | —           | —           | —           | 28          | —           | —           | —           | | Venus                          |
| 2025                                                                                          | Pretty Ugly                          | 14          | —           | —           | —           | —           | 61          | —           | —           | —           | | Midnight Sun                   |
| 2025                                                                                          | Midnight Sun                         | 9           | —           | —           | —           | —           | —           | —           | —           | —           | | Midnight Sun                   |
| "—" indica che l'opera non si è classificata o che non è stata pubblicata in quel territorio. |                                      |             |             |             |             |             |             |             |             |             | |                                |

### Come artista ospite
| Anno                                                                                          | Titolo                                                | Classifiche | Classifiche | Classifiche | Classifiche | Classifiche | Classifiche | Classifiche | Classifiche | Classifiche | Certificazioni | Album di provenienza    |
| Anno                                                                                          | Titolo                                                | SWE         | AUS         | CAN         | DNK         | IRE         | NOR         | NZL         | UK          | USA         | Certificazioni | Album di provenienza    |
| --------------------------------------------------------------------------------------------- | ----------------------------------------------------- | ----------- | ----------- | ----------- | ----------- | ----------- | ----------- | ----------- | ----------- | ----------- | --- | ----------------------- |
| 2016                                                                                          | Girls Like (Tinie Tempah feat. Zara Larsson)          | 21          | 15          | 84          | 25          | 12          | 30          | 17          | 5           | —           | - AUS: Platino - DNK: Platino - NOR: Platino (2) - NZL: Platino (2) - UK: Platino (2)                                    | Youth                   |
| 2016                                                                                          | This One's for You (David Guetta feat. Zara Larsson)  | 3           | 67          | 62          | 11          | 10          | 4           | —           | 16          | —           | - DNK: Platino - NOR: Platino (2) - NZL: Oro - UK: Oro - USA: Oro                                                        | /                       |
| 2017                                                                                          | Symphony (Clean Bandit feat. Zara Larsson)            | 1           | 4           | 34          | 10          | 2           | 1           | 12          | 1           | 101         | - AUS: Platinuo (5) - CAN: Platino (4) - DNK: Platino (2) - NOR: Platino (4) - NZL: Platino (4) - UK: Oro - USA: Platino | So Good What is Love?   |
| 2019                                                                                          | Holding Out for You (Fedez feat. Zara Larsson)        | —           | —           | —           | —           | —           | —           | —           | —           | —           | | Paranoia Airlines       |
| 2019                                                                                          | Now You're Gone (Tom Walker feat. Zara Larsson)       | 84          | —           | —           | —           | —           | —           | —           | 79          | —           | - UK: Argento | What a Time to Be Alive |
| 2020                                                                                          | Times like These (come parte di Live Lounge Allstars) | —           | —           | —           | —           | 64          | —           | —           | 1           | —           | - UK: Argento | /                       |
| 2022                                                                                          | Words (con Alesso)                                    | 5           | —           | —           | —           | —           | 15          | —           | 36          | —           | - DNK: Oro - NZL: Platino (4) - UK: Oro                                                                                  | /                       |
| "—" indica che l'opera non si è classificata o che non è stata pubblicata in quel territorio. |                                                       |             |             |             |             |             |             |             |             |             | |                         |

### Singoli promozionali
| Anno                                                                                          | Titolo                                              | Posizione massima | Certificazioni     | Album di provenienza         |
| Anno                                                                                          | Titolo                                              | SWE               | Certificazioni     | Album di provenienza         |
| --------------------------------------------------------------------------------------------- | --------------------------------------------------- | ----------------- | ------------------ | ---------------------------- |
| 2020                                                                                          | Säg Mig Var Du Står (Carola featuring Zara Larsson) | 2                 | - SWE: Platino (3) | Poster Girl (Summer Edition) |
| 2021                                                                                          | Look What You've Done                               | 24                | - SWE: Platino (3) | Poster Girl (Summer Edition) |
| 2021                                                                                          | Right Here (solo o remix con Alok)                  | —                 |                    | Poster Girl (Summer Edition) |
| 2021                                                                                          | I Need Love (feat. Trevor Daniel)                   | 36                |                    | Poster Girl (Summer Edition) |
| 2021                                                                                          | Morning (Billen Ted remix)                          | —                 |                    | Poster Girl (Summer Edition) |
| 2021                                                                                          | Nobody Is an Island                                 | —                 |                    | /                            |
| 2022                                                                                          | Lay All Your Love on Me                             | 16                |                    | Spotify Singles              |
| 2024                                                                                          | Ammunition (solo o remix con Dennis)                | 35                |                    | Venus                        |
| "—" indica che l'opera non si è classificata o che non è stata pubblicata in quel territorio. |                                                     |                   |                    |                              |

## Altri brani entrati in classifica
| Anno                                                                                          | Titolo                           | Posizioni massime | Certificazioni                                                        | Album di provenienza |
| Anno                                                                                          | Titolo                           | SWE               | Certificazioni                                                        | Album di provenienza |
| --------------------------------------------------------------------------------------------- | -------------------------------- | ----------------- | --------------------------------------------------------------------- | -------------------- |
| 2013                                                                                          | Under My Shades                  | 45                |                                                                       | Introducing          |
| 2013                                                                                          | When Worlds Collide              | 26                |                                                                       | Introducing          |
| 2013                                                                                          | It's a Wrap                      | 43                |                                                                       | Introducing          |
| 2017                                                                                          | What They Say                    | 31                |                                                                       | So Good              |
| 2017                                                                                          | TG4M                             | 19                | - SWE: Platino - NOR: Oro                                             | So Good              |
| 2017                                                                                          | Sundown (feat. Wizkid)           | 51                |                                                                       | So Good              |
| 2017                                                                                          | Make That Money Girl             | 57                |                                                                       | So Good              |
| 2017                                                                                          | One Mississippi                  | 26                |                                                                       | So Good              |
| 2017                                                                                          | Funeral                          | 46                |                                                                       | So Good              |
| 2017                                                                                          | I Can't Fall in Love Without You | 29                | - SWE: Platino (2) - CAN: Oro - DNK: Platino - NZL: Oro - UK: Argento | So Good              |
| 2017                                                                                          | Mary, Did You Know?              | 55                |                                                                       | The Star             |
| 2021                                                                                          | Need Someone                     | 46                |                                                                       | Poster Girl          |
| 2021                                                                                          | Morning                          | 85                |                                                                       | Poster Girl          |
| 2023                                                                                          | Tänd ett ljus                    | 56                |                                                                       | Honor the Light      |
| "—" indica che l'opera non si è classificata o che non è stata pubblicata in quel territorio. |                                  |                   |                                                                       |                      |